# Andròsace imbricada
L'andròsace imbricada (Androsace vandellii), és una espècie de planta amb flors perenne de la família de les primulàcies que creix en forma de roseta. Floreix de juny a agost. Es distribueix pels Pirineus i els Alps, als estatges alpins i subalpins en escletxes de les roques i fins als 3.000 m d'altitud.
Addicionalment pot rebre el nom de cantirets. També s'ha recollit la variant lingüística androsace imbricada.